# Neferoesobek
Neferoesobek of Neferusobek, ook Sobekneferoe of Sobeknofru was de laatste farao van de 12e dynastie. Haar naam betekent: "de schoonheid van Sobek".

## Familie
Ze was de dochter van de farao Amenemhat III en Neferoeptah. Ze was gehuwd met haar broer Amenemhat IV maar deze stierf al vlug een kinderloze dood.

## Regering
Manetho vermeldt haar onder de naam Semiophris. 
Haar naam Sobek verwijst naar de god Sobek en vermoedelijk had ze een sterke band met de Fajoem. 
Koningin Sobeknoferoe heeft volgens de Turijnse koningslijst 3 jaar, 10 maanden en 24 dagen geregeerd. Volgens Manetho heeft ze 5 jaar geregeerd. Er zijn verschillende bewijzen van haar regering onder andere op een Nilometer in Nubië uit haar 3e jaar. 
Ze heeft ook een begin gemaakt met een piramide maar deze is nooit voltooid, ook niet onder haar opvolger. Een latere vrouw die openlijk het faraoschap waarnam, Hatsjepsoet, zou haar als inspirerend voorbeeld hebben genomen.
Na haar regering vangt de tweede tussenperiode aan. Weer een periode zonder centraal gezag waarin de 13e t/m de 17e dynastie 'heersen'.

## Bewijzen
- Albasten reliëf in het museum van Berlijn waar haar nesoet-bity naam op staat
- Turijnse koningspapyrus
- Koningslijst van Saqqara
- Lijst van Manetho
- Archeologische sporen over heel Egypte

## Bouwwerken
- Een van de piramiden van Mazghoena

## Galerij

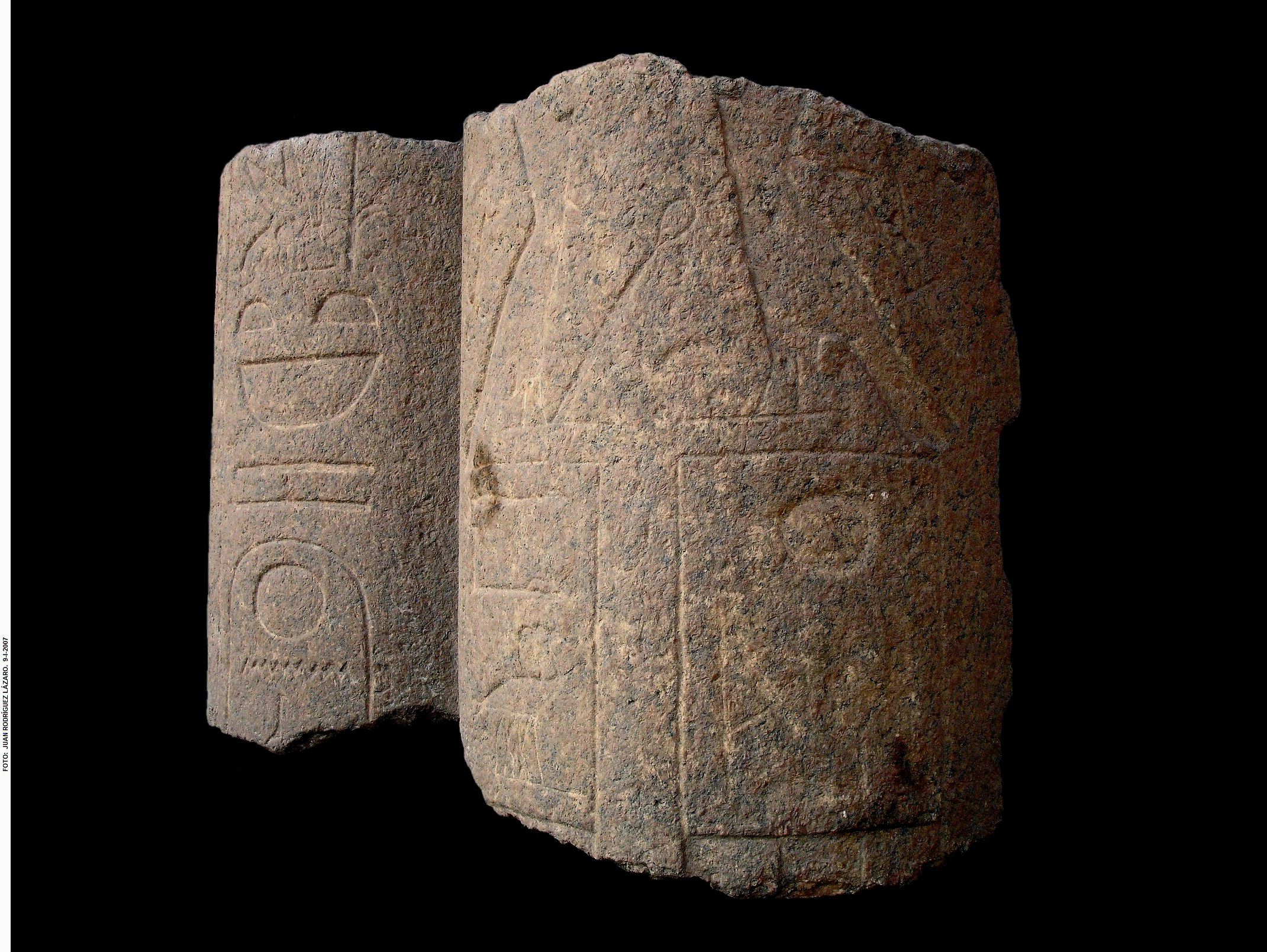
Pilaren van Amenemhat III en Sobekneferoe
Buste van Sobekneferoe
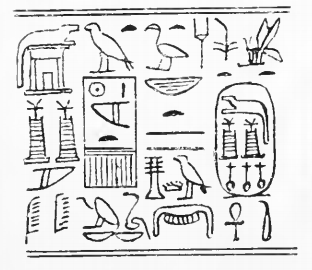
Rolzegel van Sobekneferoe volgens Flinders Petrie